# Karina Adsbøl
Karina Adsbøl (nascida a 26 de novembro de 1976, em Kolding) é uma política dinamarquesa, membro do Folketing pelo Partido Popular Dinamarquês. Ela foi eleita para o parlamento nas eleições legislativas dinamarquesas de 2011.

## Formação e família
Adsbøl é uma profissional certificada de assistência social e de saúde. Ela trabalhou como enfermeira domiciliar no município de Fredericia e como secretária antes de ser eleita para o parlamento. Ela é casada e tem três filhos.

## Carreira política
Adsbøl foi eleita pela primeira vez para o parlamento nas eleições legislativas dinamarquesas de 2011, nas quais recebeu 1.748 votos. Depois, foi reeleita em 2015 com 3.101 votos e em 2019 com 1.526 votos.